# Hiéroglyphe égyptien O6
Pour les articles homonymes, voir Château (homonymie).

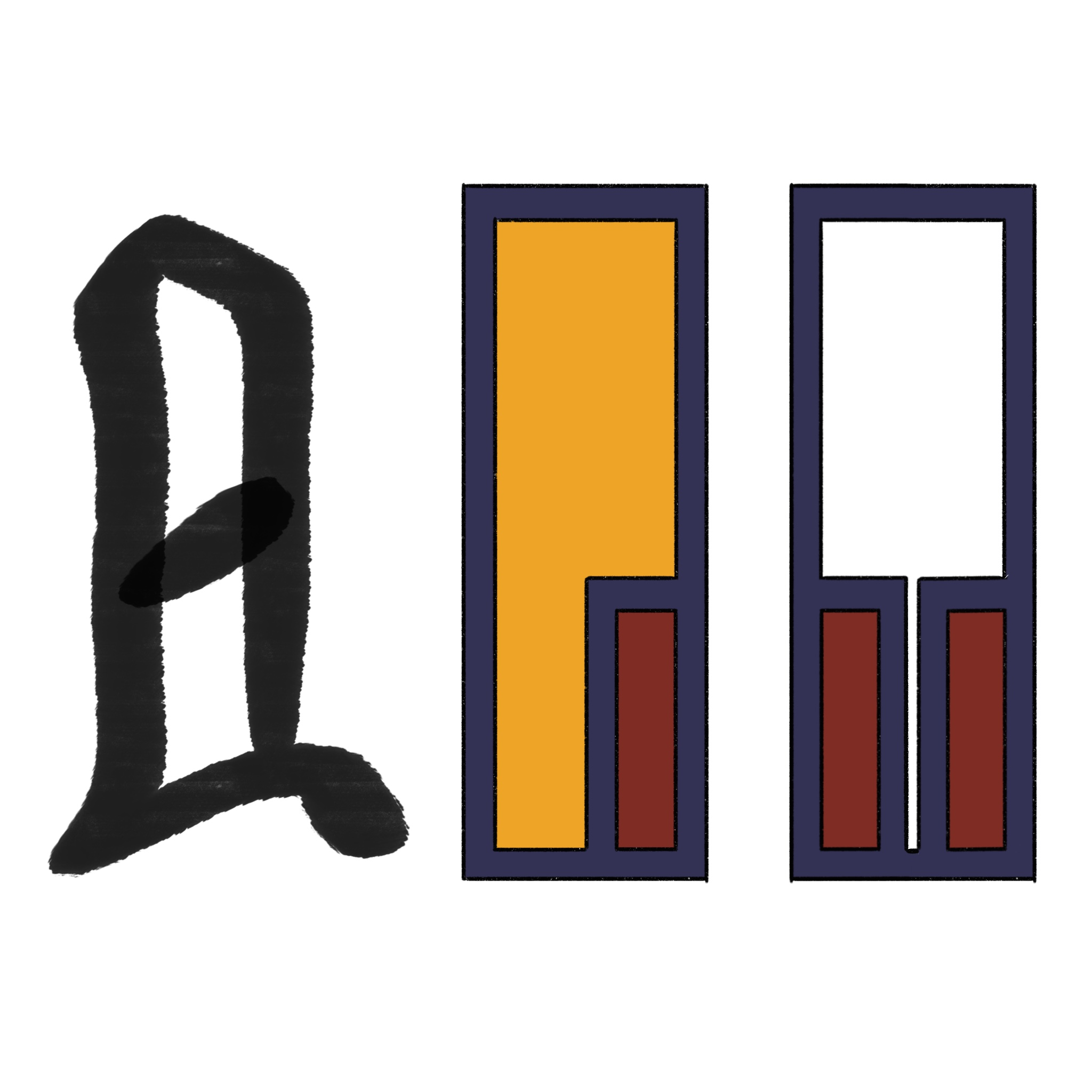
Version hiératique et hiéroglyphique

Le château , en hiéroglyphes égyptiens, est classifié dans la section O « Bâtiments, parties de bâtiments etc. » de la liste de Gardiner ; il y est noté O6.

## Représentation
Il représente le plan d'un château ou d'un bâtiment important souvent accompagné d'un rectangle souvent rouge dans un ou deux coins représentant probablement une porte. Quand il est peint sur fond blanc à l'image des autres hiéroglyphes pouvant en contenir d'autres il peut devenir jaune pour faire contraste. Il est translittéré ḥwt, ḥyt, ḥt ou ḥ.

## Utilisation
| O6 | t · pr |

| O6 | t · pr |

district administratif, domaine », sa lecture (éventuellement plus tard ḥyt) est suggéré par le nom personnel
| H | w | O6 | O6 | U33 | i |

| H | w | O6 | O6 | U33 | i |

| nb · t | H | i | i | t · Z1 | B1 |

| nb · t | H | i | i | t · Z1 | B1 |

| nb · t | H | i | i | t · Z1 | B1 |

| nb · t | H | i | i | t · Z1 | B1 |

du château (Nephtys) » associé à l'équivalent copte du nom de la déesse ⲛⲉⲃⲑⲱ ou ⲛⲉⲫⲑⲱ. La translittération ḥwt et donc généralement adopté 
| O6 | Hr · r | C9 |

| O6 | Hr · r | C9 |

translittère néanmoins Ḥwt-ḥr. Cet idéogramme peut se combiner à d'autres hiéroglyphes en les contenant (voir O10 et la syntaxe de Wikihiero).
| O6 | t · t · N25 |

| O6 | t · t · N25 |

| H | t · t · pr |

| H | t · t · pr |

| H | t · t · pr |

| H | t · t · pr |

Il ne doit pas être confondu avec les hiéroglyphes (utilisation graphique spéciale/combinaison) :
| O7 |

| O7 |

| O8 |

| O8 |

| O9 |

| O9 |

| O10 |

| O10 |